# St. Wendelin (Heimenegg)

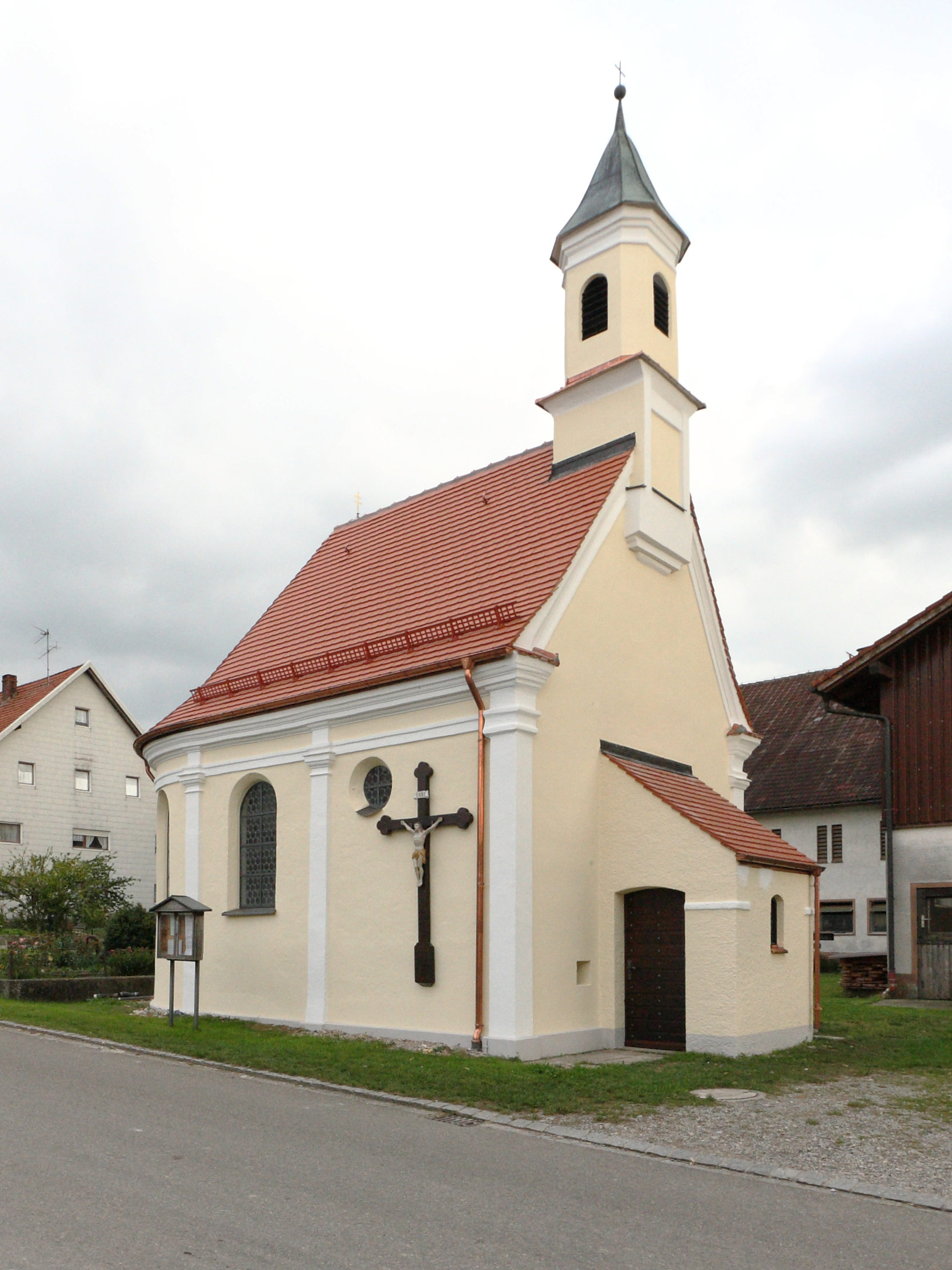
St. Wendelin in Heimenegg

Die römisch-katholische Kapelle St. Wendelin steht in Heimenegg, einem Gemeindeteil der schwäbischen Kreisstadt Mindelheim im Landkreis Unterallgäu in Bayern. Das Bauwerk ist  in der Liste der Baudenkmäler in Mindelheim als Baudenkmal unter der Nr. D-7-78-173-152 eingetragen.

## Beschreibung
Der Entwurf der um 1700 gebauten Kapelle wird Thomas Natter zugeschrieben. Sie besteht aus einem Langhaus, das im Osten halbrund geschlossen ist. Seine Wände sind mit Pilastern gegliedert. Über der Fassade im Westen erhebt sich ein quadratischer Dachreiter, dessen Aufsatz mit abgeschrägten Ecken den Glockenstuhl beherbergt, und der mit einem spitzen Helm bedeckt ist. Der Stuck und die Fresken, in denen unter anderem die Heiligen Drei Könige dargestellt sind, stammen aus der Erbauungszeit. Auf dem Altar befindet sich eine Kreuzigungsgruppe mit Assistenzfiguren. An der Brüstung der Empore sind Tafelbilder angebracht, die das Leben Wendelins beschreiben.

## Emporenbilder zur Wendelinsvita

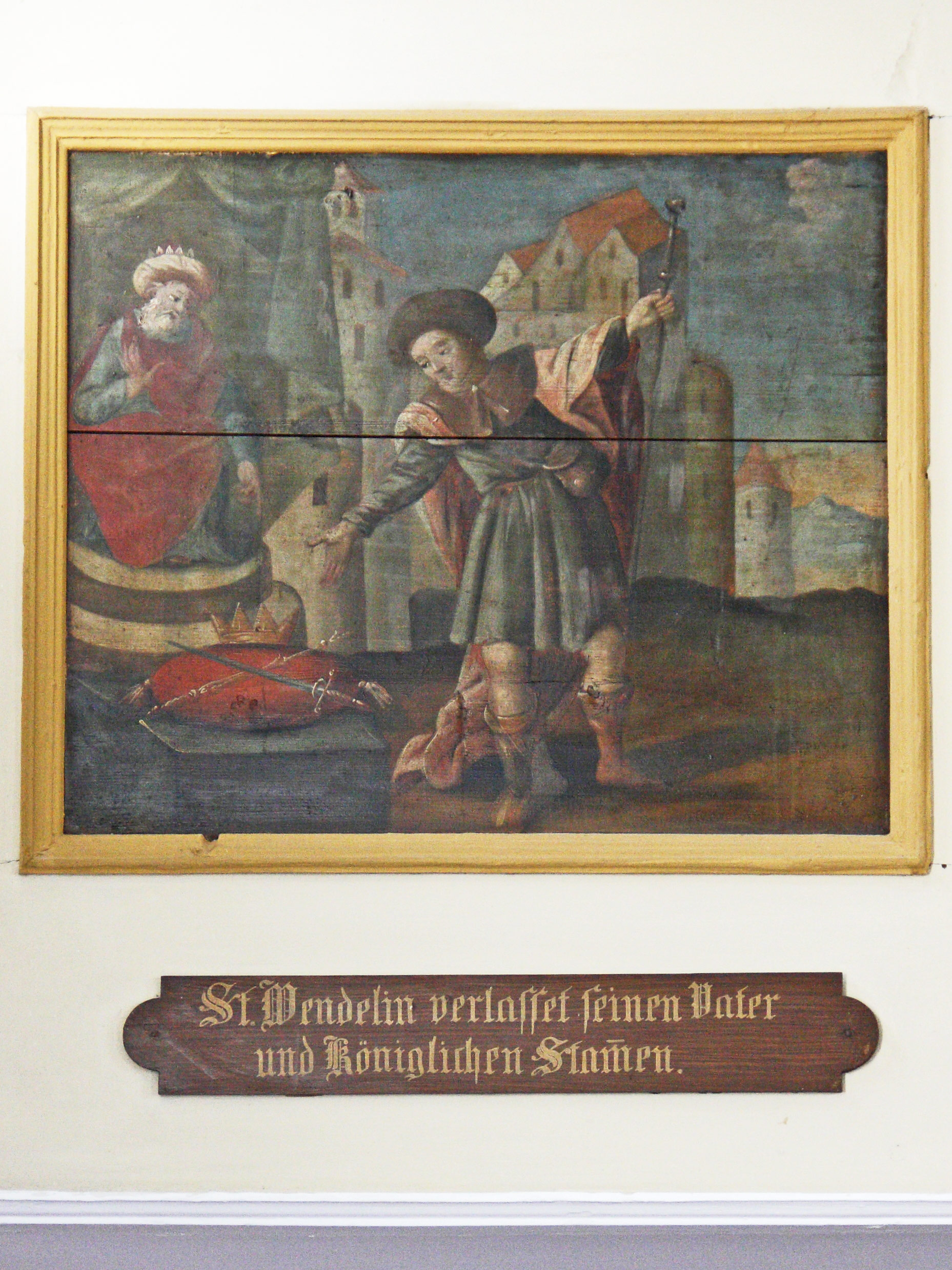
„St. Wendelin verlasset seinen Vater und Königlichen Stammen.“
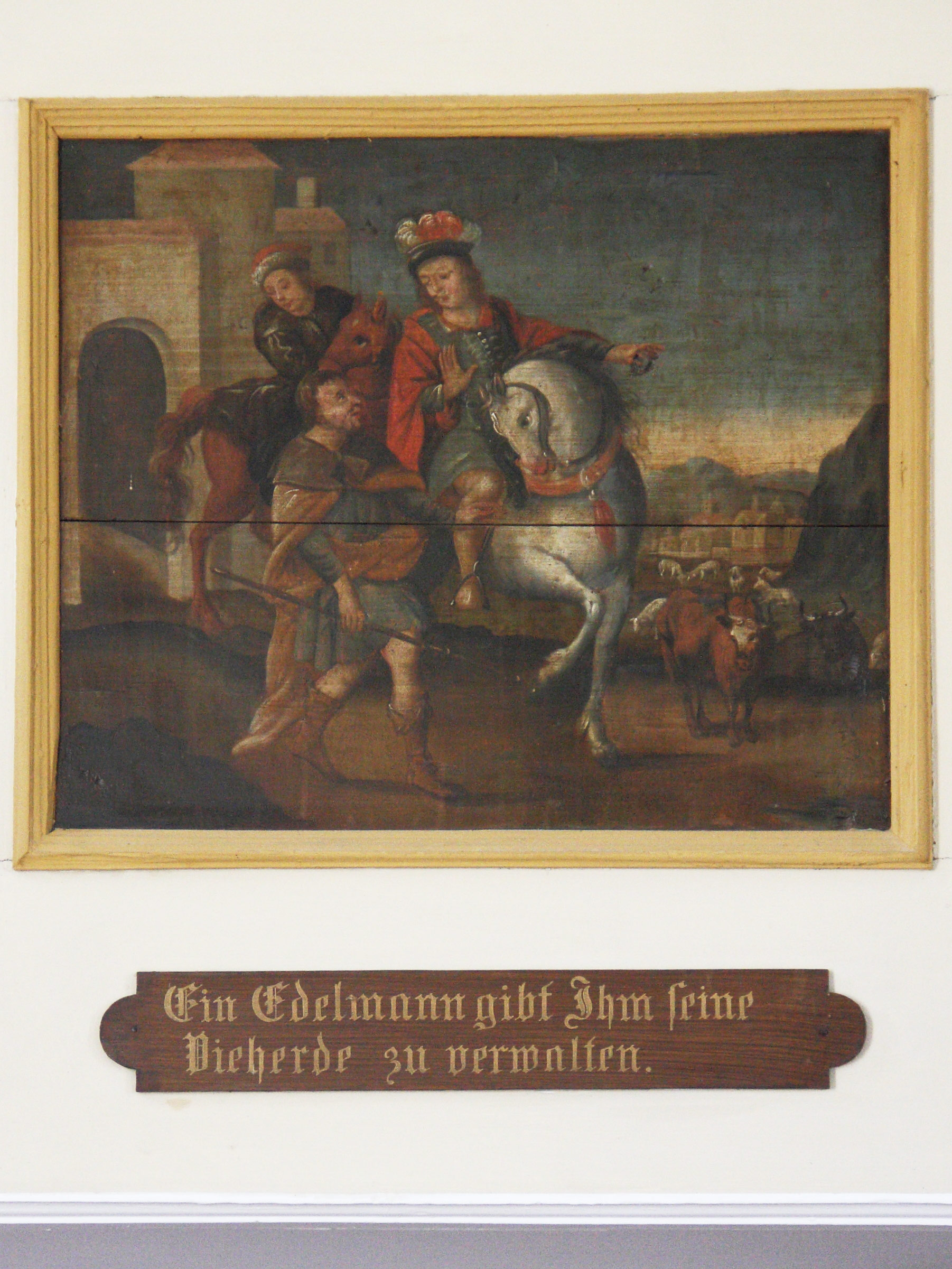
„Ein Edelmann gibt Ihm seine Vieherde zu verwalten.“
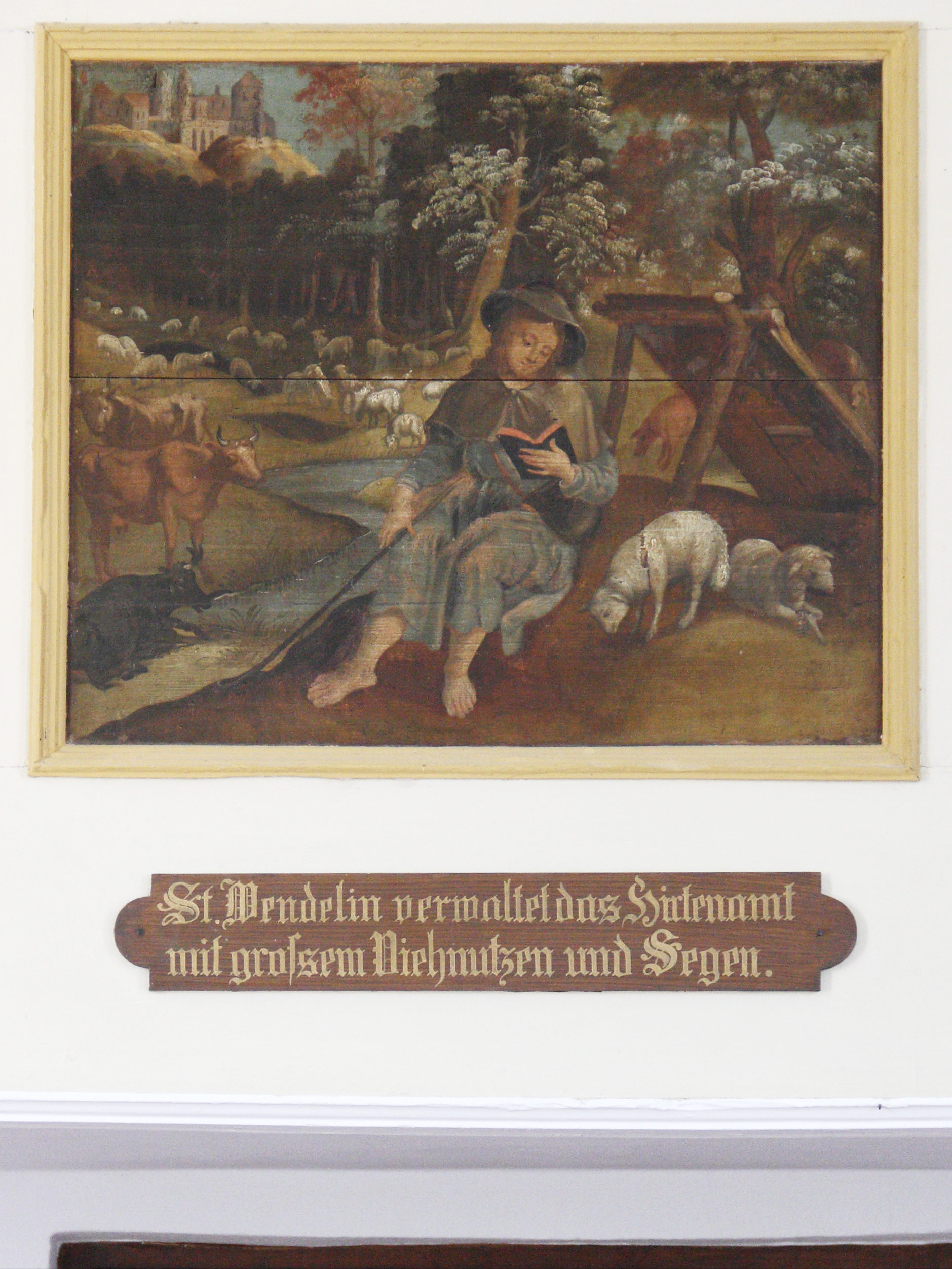
„St. Wendelin verwaltet das Hirtenamt mit grossem Viehnutzen und Segen.“
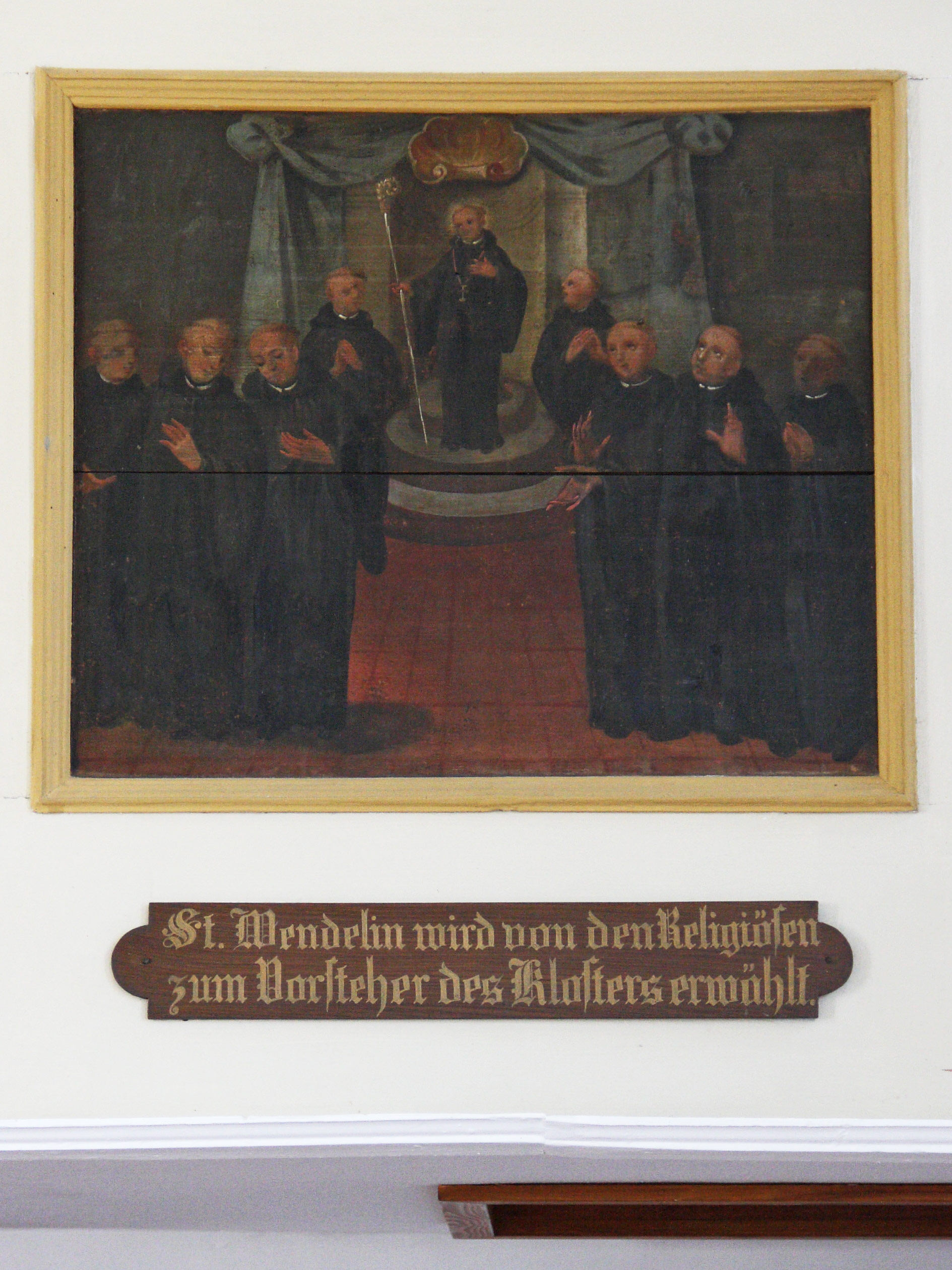
„St. Wendelin wird von den Religiösen zum Vorsteher des Klosters erwählt.“
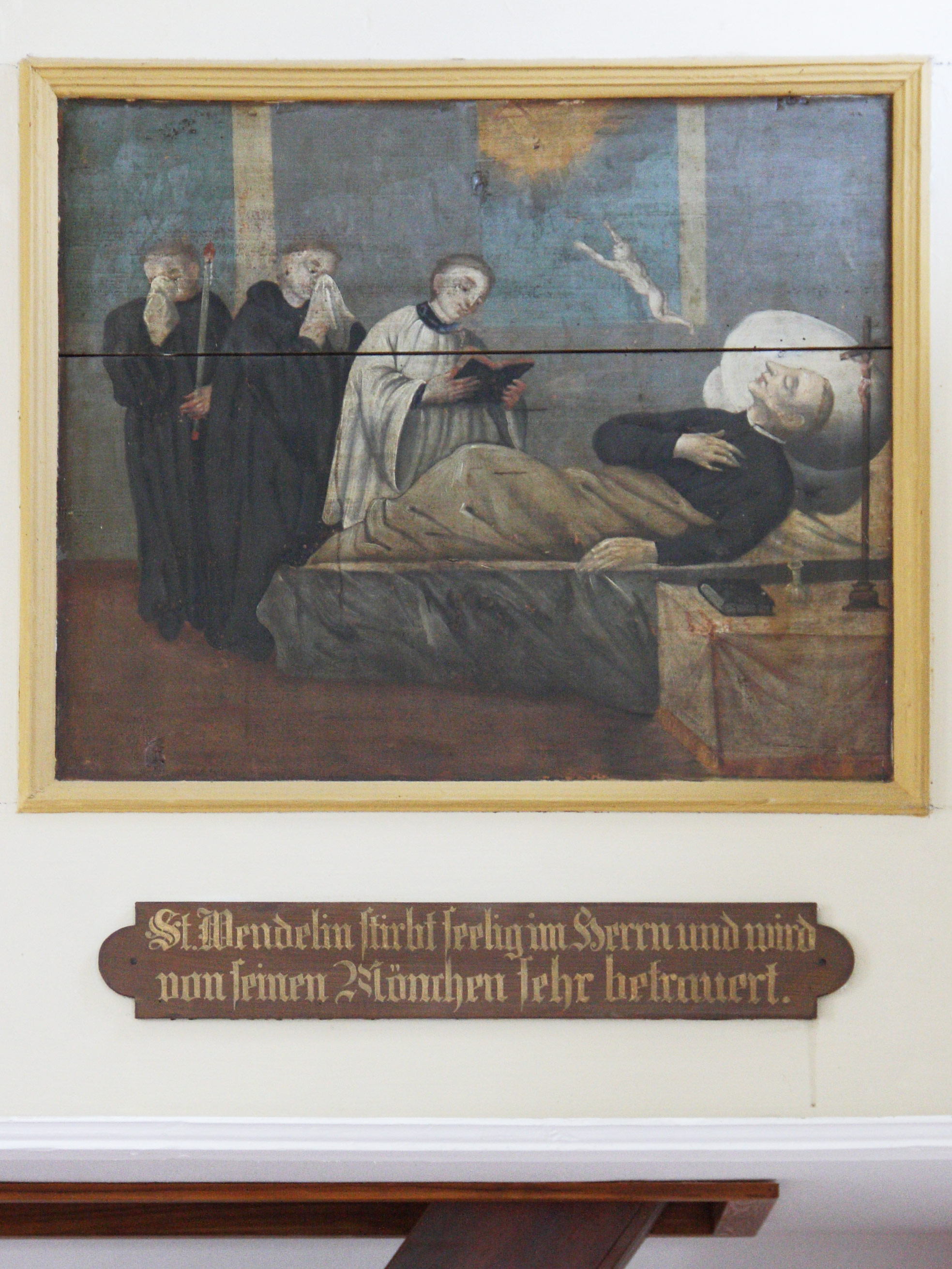
„St. Wendelin stirbt seelig im Herrn und wird von seinen Mönchen sehr betrauert.“